# قادر رحیم‌زاده
قادر رحیم‌زاده (زاده ۱۳۴۱ اردبیل) سرتیپ ارتش جمهوری اسلامی ایران است، که هم‌اکنون به‌عنوان مشاور عالی فرمانده کل ارتش فعالیت می‌کند. او در فاصله سال‌های ۱۴۰۰ تا ۱۴۰۳ فرمانده قرارگاه مشترک پدافند هوایی خاتم‌الانبیا بود.
وی آموزش‌دیده دانشکده افسری نیروی زمینی ارتش است و فعالیت در ارتش را از سال ۱۳۵۹ آغاز کرد. رحیم‌زاده در اواخر جنگ ایران و عراق به‌عنوان افسر آتش‌بار در رسته توپخانه حضور داشت. او از سال ۱۳۷۸ تا ۱۳۸۰ فرماندهی گروه پدافند هوایی امیدیه را برعهده داشت و در فاصله سال‌های ۱۳۸۰ تا ۱۳۸۴ فرمانده گروه پدافند هوایی تهران بود. وی پیش از تفکیک یگان پدافند هوایی از نیروی هوایی ارتش، برای مدت یک سال از ۱۳۸۴ تا ۱۳۸۵ به‌عنوان فرمانده پدافند هوایی ارتش فعالیت می‌کرد.

## زندگی‌نامه
قادر رحیم‌زاده در سال ۱۳۴۱ در شهرستان اردبیل زاده شد و پس از طی دوره ابتدایی و متوسطه در سال ۱۳۵۹ با اخذ مدرک دیپلم، همزمان با شروع جنگ ایران و عراق وارد دانشکده افسری نیروی زمینی ارتش شد. او در سال ۱۳۶۲ با درجه ستوان دومی، در رسته توپخانه فارغ‌التحصیل گردید. وی در سال ۱۳۶۴ برای طی دوره سیستم ضدهوایی اسکای‌گارد، با همراهی گروهی از افسران نیروی زمینی ارتش، به انگلستان اعزام  و پس از بازگشت، به‌طور رسمی وارد رسته پدافند هوایی شد. او در سال‌های آخر جنگ ایران و عراق، به عنوان افسر آتشبار در جنگ حضور داشت.
رحیم‌زاده از سال ۱۳۶۴ تا سال ۱۳۶۶ در دانشکده پدافند نیروی زمینی ارتش خدمت می‌کرد. وی در سال ۱۳۶۶ به پدافند نیروی هوایی ارتش منتقل شد، سپس فعالیت در گروه پدافند هوایی امیدیه را آغاز کرد و سلسله مراتب فرماندهی را از افسر آموزش، تا فرمانده آتشبار، رئیس عملیات و فرمانده گردان اسکای‌گارد طی کرد. رحیم‌زاده در سال ۱۳۷۸ درجه سرهنگی دریافت کرد. او از ۱۳۷۸ تا ۱۳۸۰ فرماندهی گروه پدافند هوایی امیدیه را برعهده داشت و از ۱۳۸۰ تا ۱۳۸۴ فرمانده گروه پدافند هوایی تهران بود. وی پیش از تفکیک یگان پدافند هوایی از نیروی هوایی ارتش، برای مدت یک سال از ۱۳۸۴ تا ۱۳۸۵ بعنوان چهاردهمین فرمانده پدافند هوایی ارتش فعالیت می‌کرد. پس از تشکیل قرارگاه پدافند هوایی خاتم‌الانبیاء، در سال ۱۳۸۷ به ستاد مشترک ارتش جمهوری اسلامی ایران منتقل شد و ابتدا به‌عنوان جانشین معاون طرح و برنامه مشغول کار و سپس به معاونت طرح و برنامه ارتش منصوب شد.

## سوابق
- فرمانده گروه پدافند هوایی امیدیه
- فرمانده گروه پدافند هوایی تهران
- فرمانده پدافند هوایی ارتش
- جانشین معاون طرح و برنامه ارتش
- معاون طرح و برنامه ارتش جمهوری اسلامی ایران
- دستیار و مشاور عالی فرمانده کل ارتش
- جانشین فرمانده قرارگاه پدافند هوایی خاتم‌الانبیاء
- فرمانده قرارگاه مشترک پدافند هوایی خاتم‌الانبیا[۷]

## جایزه‌ها و نشان‌های افتخار
این بخش شامل نشان‌ها و جایزه‌های رسمی قادر رحیم‌زاده است، که بر روی لباس همسان او نصب می‌شود، ولی جایزه‌های غیرنظامی و غیررسمی را در برنخواهد داشت.

### آرم‌ها
| آرم‌های سینه    |                         |
| آجا            | دانشگاه فرماندهی و ستاد |
| هیئت معارف جنگ | دانشگاه عالی دفاع ملی   |

| آرم‌های بازو |
| نپاجا       |

### نوار نشان‌ها
|  |  |  |
|  |  |  |
|  |  |  |

### نام نشان‌ها
| نشان دانش              | نشان ورزش    |                        |
| دوره علوم استراتژیک    | دوره دافوس   | دوره سوم دانشگاه افسری |
| دوره دوم دانشگاه افسری | دوره مقدماتی | دوره عالی              |